# Орикум
Орикум (алб. Orikum) — город на юго-западе Албании в албанской Ривьере на берегу залива Влёра Адриатического моря в 18 километрах к югу от города Влёра. По закону 115/2014 с 2015 года ходит в округ Влёра в области Влёра. Население 5503 жителей по переписи 2011 года.
Назван по древнему городу Орику, руины которого находятся в 4 километрах к западу.
К западу находится полуостров Карабурун и Национальный морской парк «Карабурун-Сазан», к югу — Акрокераунские горы и Национальный парк «Ллогара». В 20 километрах к юго-востоку находится самый высокий пик Акрокераунских гор — Чика высотой 2045 метров.
По восточной окраине Орикума проходит национальная дорога SH8. Дорога проходит через Дукати и перевал Ллогара у горы Чика и ведёт в Химару и Саранду.
В 3 километрах к западу находится лиман Паша-Лиман, бывшая военно-морская база, служившая до 1960-х годов совместно с островом Сазани базой советских подлодок, единственной в Средиземном море.